# أرومة الميناء
أرومة الميناء أو (نقحرة: أميلوبلاست) (بالإنجليزية: Ameloblast)‏ هي الخلايا التي تتواجد أثناء نمو الأسنان فقط والتي تتحول فيما بعد إلى طبقة الميناء التي تشكل الطبقة الخارجية الصلبة من تاج السن والتي تُعرف بأقوى نسيج في جسم الإنسان.

## التكوين
تتكون أرومة الميناء من خلايا عمودية يبلغ قطرها 4ميكرومتر وطولها 40 ميكرومترًا وتظهر سداسية الشكل في المقطع العرضي، وتنتهي الخلايا بجزء إفرازي يُعرف باسم تومز، يُعتبر الجزء الإفرازي من خلايا أرومة الميناء مهم جدًا لتحديد اتجاه خلايا الميناء التي ستتكون فيما بعد.

## الوظيفة
تكمن وظيفة أرومة الميناء في إفراز بروتين الميناء (الإيناملين) وبروتين الأميلوجينين والتي ستتمعدن لاحقًا لتكوين الميناء وهي أقوى مادة في جسم الإنسان.
يُفترض أن الساعة البيولوجية تنظم إنتاج الميناء في الدورة اليومية بواسطة خلايا أرومة الميناء (على غرار خلايا بانيات العظم في إنتاج أنسجة العظام).

## الأهمية السريرية
تعتبر خلايا أرومة الميناء حساسة لبيئتها وهذا ما يفسر أحد الأمثلة الشائعة التي تتعلق بالخط التدريجي الواضح الموجود في الأسنان اللبنية للأطفال حديثي الولادة وخصوصًا في الشرفات الأكبر من الأضراس الأولى الدائمة ما يولد اضطرابًا في إنتاج الميناء عند ولادة الشخص بالإضافة إلى الحمى المرتفعة في الطفولة التي تحدث نتيجةً للضغوطات الجسدية التي تسبب انقطاعات في إنتاج الميناء.
تُعتبر حساسية الفلورايد عاملًا آخر والتي تحدث نتيجةً للتسمم بالفلورايد عند التعرض الشديد له في مرحلة الطفولة بين عمر 2 – 8 سنوات والذي يستخدم لزيادة صلابة الميناء ولمنع تسوس الأسنان.